# Catalogo Giclas
Il catalogo Giclas è un catalogo astronomico che contiene stelle aventi un moto proprio notevole. È stato realizzato dall'astronomo Henry Lee Giclas e dai suoi collaboratori Robert Burnham, Jr e Norman G. Thomás in due parti differenti; la prima nel 1971 per l' emisfero settentrionale e la seconda nel 1978 per l' emisfero meridionale.
Entrambi i cataloghi sono stati compilati presso l'osservatorio Lowell, situato in Arizona. Il catalogo dell'emisfero settentrionale include 8.989 oggetti, mentre il catalogo dell'emisfero meridionale ne include solo 2.758, una differenza risultante dalla copertura incompleta in termini di declinazione. Le stelle che compongono il catalogo Giclas sono espresse nella forma G FFF-NNNA , dove FFF e NNN rappresentano numeri interi, insieme ad una lettera (A) che può seguire il secondo gruppo di numeri. Ad esempio, G 045-020 o G 45-20 indica Wolf 359 (CN Leonis).
Segue il prospetto di alcune stelle caratteristiche del catalogo:
| Stella   | denominazione alternativa | Costellazione | Distanza (anni luce) | Caratteristiche notevoli                                                          |
| -------- | ------------------------- | ------------- | -------------------- | --------------------------------------------------------------------------------- |
| G 99-49  | GJ 3379                   | Orione        | 17,2                 | nana rossa; la stella più vicina alla terra facente parte della sua costellazione |
| G 196-3  | NLTT 23293                | Orsa Maggiore | 48,6                 | Nana rossa accompagnata da una nana bruna                                         |
| G 114-10 | LTT 3201                  | Idra          | 60                   | Nana rossa ad alta metallicità                                                    |
| G 261-43 | GJ 9743                   | Cefeo         | 69,1                 | Sistema binario formato da due nane bianche                                       |
| G 21-15  | Ross 137                  | Ofiuco        | 179                  | align="center" Sistema stellare composto da tre nane bianche                      |